# Geografia de Marte

Mapa topográfico de Marte, fotografadas pelo Mars Global Surveyor. As formações principais visíveis incluem os vulcões de Tharsis no oeste (incluindo o Monte Olimpo), o Vales Marineris ao este de Tharsis e, e a cratera Hellas no hemisfério sul.

O geografia de Marte, também conhecida como areografia, aborda a divisão e caracterização de regiões geográficas de Marte. A geografia marciana centra-se principalmente no que se conhece como geografia física na Terra; isto é a distribuição de características físicas ao redor de Marte e suas representações cartográficas.

## História

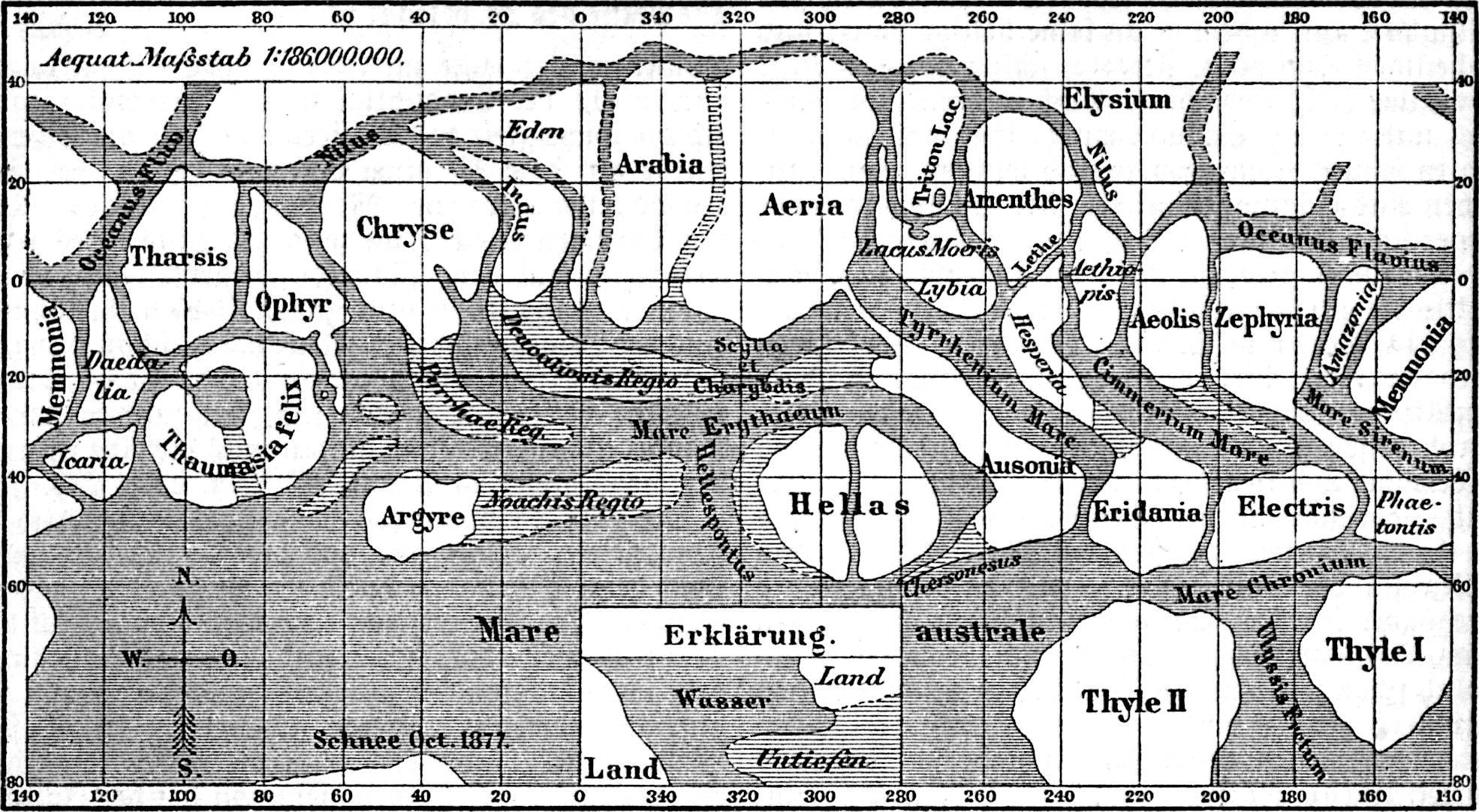
Mapa de Marte de Giovanni Schiaparelli.

As primeiras observações foram, supostamente feitas por telescópios na superfície terrestre. A história destas observações está marcada pelas oposições de Marte, quando o planeta está mais próximo da Terra e por isso é mais facilmente visível, o qual ocorre uma vez a cada dois anos. Inclusive mais notáveis são as oposições periélicas de Marte, que ocorrem a cada aproximadamente 16 anos, e se distinguem pelo fato de Marte se encontrar próximo do periélio, ficando ainda mais próximo à Terra. Em setembro de 1877, (uma oposição periélica tinha ocorrido em 5 de setembro), o astrônomo italiano Giovanni Schiaparelli publicou o primeiro mapa detalhado de Marte. Estes mapas continham características as quais denominou canali ("canais"), que mais tarde se demonstrou eram unicamente ilusões óticas. Supôs-se que estes canali eram linhas longas e delgadas na superfície de Marte, que receberam nomes de rios famosos da Terra. Seguindo estas observações, sustentou-se durante longo tempo a crença de que Marte continha vastos mares e vegetação. Essa crença pairou até as primeiras naves espaciais visitaram o planeta durante o programa Mariner da NASA nos anos 60, que estes mitos foram contestados. Alguns mapas de Marte foram elaborados usando dados destas missões, mas foi apenas com o lançamento da missão Mars Global Surveyor, lançada em 1996 e concluída em 2006, que se obtiveram mapas completos e elaborados.

## Topografia

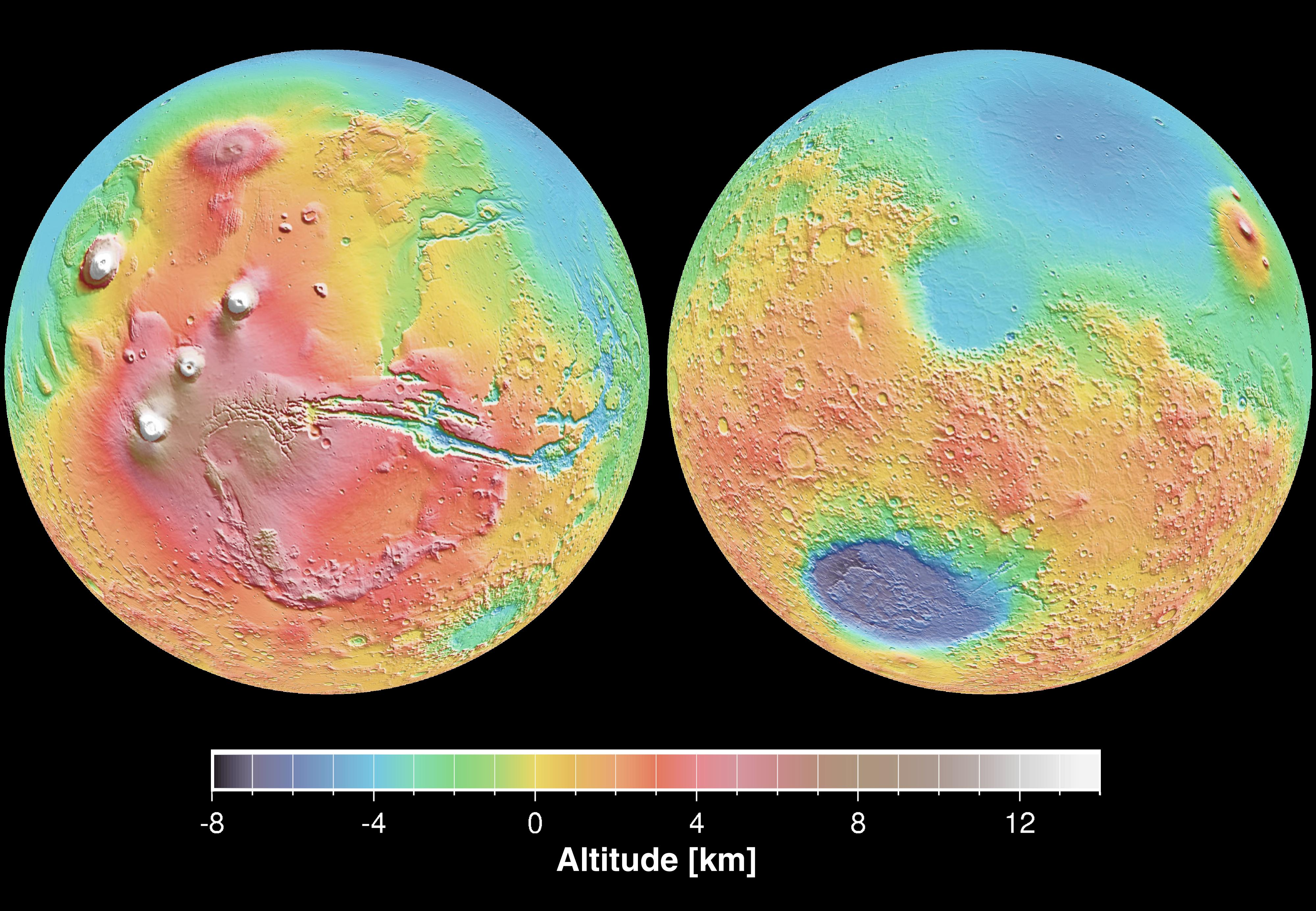
Mapa de elevação de Marte baseado nos dados do Mars Global Surveyor

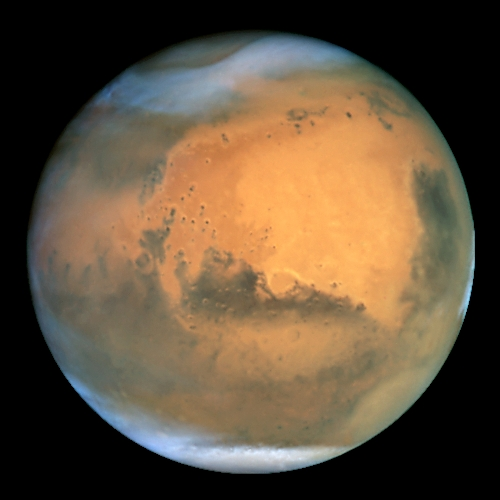
Marte, 2001, com as calotas polares visíveis

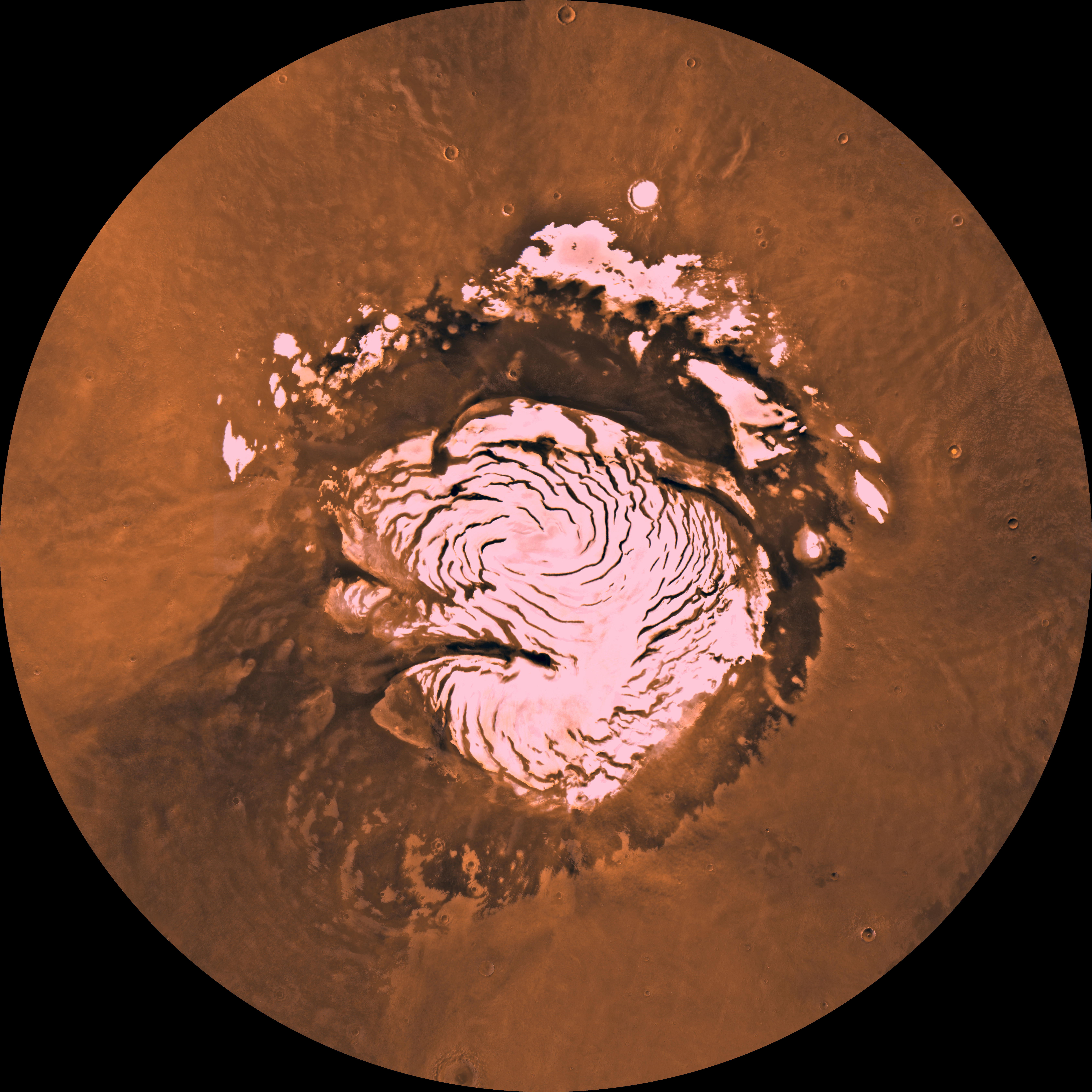
Região do pólo norte com a calota de gelo visível (Cortesia: NASA/JPL-Caltech.)

Na topografia marciana existe uma dicotomia destacada: no norte abundam planícies retilíneas cobertas por camadas de lava, em contraste com os terrenos montanhosos do sul, escavados e povoados de crateras de impacto. A superfície de Marte segundo vista desde a Terra está, em conseqüência, dividida em dois tipos de áreas, com diferentes albedos. As planícies mais pálidas cobertas de pó e areia rica em óxidos de ferro de tons avermelhados foram antigamente concebidas como 'continentes' marcianos, e assim se lhes atribuiu nomes como Arabia Terra ou Amazonis Planitia. Os terrenos mais escuros foram então concebidos como mares, e se lhes atribuiu nomes como Mare Erythraeum, Mare Sirenum e Aurorae Sinus. O terreno escuro maior visto desde a terra é Syrtis Major. O vulcão  Monte Olimpo é, com seus 26 km de altura, a montanha conhecida mais alta do Sistema Solar. O vulcão encontra-se num vasto território montanhoso conhecido como Tharsis, que contém outros grandes vulcões. A região de Tharsis contém o maior sistema de cânions do Sistema Solar, o Vales Marineris, que mede uns 4.000 km de longo e atinge 7 km de profundidade. Marte é um planeta marcado por um grande número de crateras de impacto. O maior deles é Hellas Planitia, coberto por areia de tons vermelhos claros. Marte apresenta duas camadas polares de gelo permanente: uma ao norte, localizada no Planum Boreum, e outra ao sul, no Planum Australe. A diferença entre os pontos mais alto e mais profundo de Marte é de ao redor de 31 km (desde a cume do Monte Olimpo a uma altitude de 26 km, até o fundo do cráter de Hellas Planitia a uma profundidade de 4 km por embaixo do datum). Em comparação, a diferença entre os pontos mais alto (Monte Everest) e mais profundo (Fossa das Marianas) da Terra é de só 19,7 km. Combinados com a diferença nos rádios de ambos planetas, estes dados significam que Marte é cerca de mais três vezes áspero que a Terra. O Working Group for Planetary System Nomenclature, da União Astronômica Internacional é o órgão responsável pelos nomes atribuídos aos acidentes geográficos marcianos.
A topografia marciana é notável: as planícies do norte, que foram alisadas por torrentes de lava, contrastam com o terreno montanhoso do sul, sulcado por antigas crateras de há 3, 800 milhões de anos. A superfície marciana vista da Terra é consequentemente dividida em dois tipos de terreno, com albedo diferente.
O Sul de Marte é velho, alto, e escarpado com crateras semelhantes à da Lua, contrasta bastante com o Norte que é jovem, baixo e plano. Vastitas Borealis é a mais vasta planície do Norte e circunda o planalto gelado chamado Planum Boreum e as dunas extensas de Olympia Undae no pólo norte. As planícies dão lugar aos planaltos e às terras extensas da zona do equador e do hemisfério sul. Dos poucos planaltos do norte, destaca-se Syrtis Major que é das marcas mais visíveis a partir da Terra. Lunae Planum a norte do desfiladeiro Valles Marineris e Daedalia Planum a sul dos Montes de Tharsis são os mais extensos planaltos de Marte. São características menores da morfologia da superfície, a presença de pequenas colinas semelhantes a dunas e de uma espécie de canais cavados que têm todo o aspecto de leitos de rios já secos.
Em 1858, Angelo Secchi, um dos primeiros observadores, acreditou que existiam continentes e mares. As "Terrae" (singular: "Terra") são terrenos variados e extensos e muitas eram chamadas de continentes nos primeiros mapas, e outras até de mares, a maior das quais é Terra Cimmeria no hemisfério Sul. No total, Marte possuiu onze terrae (organizados por longitude): Margaritifer, Xanthe, Tempe, Aonia, Sirenum, Cimmeria, Promethei, Tyrrhena, Sabaea, Noachis e Arabia.
Através das fotografias tiradas de órbita vêem-se muitas crateras, mas não estão uniformemente repartidas pelo planeta; existindo poucas áreas onde há um grande número de crateras colossais (maiores que 300 km em diâmetro), nomeadamente no sul; outras áreas na mesma região possuem algumas pequenas crateras e toda a região norte tem muito poucas crateras. Assim se pôde fazer um mapa da idade das superfície de Marte, dividido em três períodos: Noachiano, Hesperiano e Amazoniano. Estes nomes são retirados de regiões marcianas identificadas como sendo originadas de uma dessas épocas.

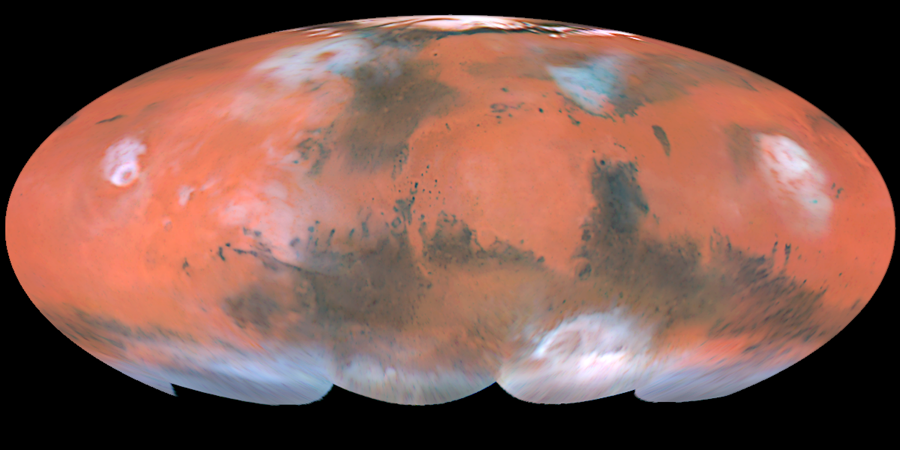
Mapa de Marte, construído pela NASA a partir de fotografias do Hubble.

Durante o Período Noachiano, a superfície de Marte estava coberta com crateras de várias dimensões (grandes e pequenas). No período seguinte, a superfície foi coberta por crateras de menor dimensão. Durante o Período Amazoniano parte da superfície (essencialmente o Norte) foi coberta por lava, quer através de vulcões visíveis, quer através de fendas. No entanto, desconhece-se como era a superfície do Norte no final do Período Hesperiano. Os meteoritos que causaram as crateras Hellas, Isidis e Argyre eram tão grandes que era pouco provável que existissem muitas mais destas crateras durante o Período Noachiano.
A diferença entre o ponto mais alto e o ponto mais baixo de Marte é de 34 km (do topo do Monte Olimpo, a uma altitude de 27 km, ao fundo da Cratera de Hellas, que se encontra a 7 km de profundidade). A referência considerada para estas medidas é a pressão atmosférica média na superfície de Marte ou datum topográfico (o equivalente marciano de nível do mar na Terra). Em comparação, a diferença entre os pontos mais alto e mais baixo da Terra (o monte Evereste e a Fossa das Marianas) é de 19,7 km.

### Nível do mar
Já que Marte carece de oceanos, e por isso não tem 'nível do mar', é conveniente definir um nível arbitrário de elevação zero ou "datum" para cartografiar a superfície. O datum de Marte é definido em termos da altura à que o ar tem uma pressão particular, a uma temperatura próxima ao ponto de fusão do água: uma pressão de 610,5 Pa (6,105 mbar), aproximadamente o 0,6% da pressão terrestre, à temperatura de 273.16 K. Esta pressão e temperatura correspondem com o ponto triplo da água. As condições em Marte são tão diferentes das da Terra, que as altitudes de Marte não deveriam ser diretamente comparadas com as da Terra para propósitos como encontrar vida, potenciais regiões aptas para estabelecer colônias, etc..

### Meridiano zero
O equador marciano é definido por sua rotação, mas a localização de seu meridiano zero (o equivalente marciano do meridiano de Greenwich) foi especificada, como no caso da Terra, pela eleição de um ponto arbitrário que foi aceitado por observadores posteriores. Os astrônomos alemães Wilhelm Beer e Johann Heinrich Mädler escolheram um pequeno acidente circular como ponto de referência quando produziram o primeiro mapa sistemático de Marte entre os anos 1830-32. Em 1877, sua eleição foi adotada como o meridiano zero pelo astrônomo Giovanni Schiaparelli quando começou a trabalhar em seu notável mapa de Marte. Após a missão Mariner 9 ter fornecido uma significante quantidade de imagens e dados da superfície de marte em 1972, uma pequena cratera (posteriormente chamada Airy-0), localizada no Sinus Meridiani ao longo da linha de Beer e Mädler, foi escolhida por Merton Davies da RAND Corporation como uma definição mais precisa da longitude 0.0°, quando foi estabelecida uma rede de controle planetográfica.

## Composição
A pressão atmosférica na superfície é de cerca 750 pascals, cerca de 0,75 por cento da média da Terra. Contudo, a pressão atmosférica varia ao longo do ano devido à dissipação durante o Verão do dióxido de carbono congelado nos pólos, tornando a atmosfera mais densa. Além disso, a atmosfera em altura de escala tem 11 km de altura, maior que os 6 km da Terra. A atmosfera marciana é composta por 95,32 por cento de dióxido de carbono (CO2), 2,7 por cento de Nitrogênio (N2), 1,6 por cento de Argônio (AR), 0,13 por cento de Oxigênio (O2), 0,08 por cento de Monóxido de Carbono (CO) e 0,03 por cento ou 210 ppm de Vapor de água (H2O).
Em 2003, descobriu-se metano na atmosfera, com uma concentração de cerca 11±4 ppb por volume. A presença do metano em Marte é muito intrigante, já que é um gás instável e indica que existe (ou existiu nos últimos cem anos) uma fonte do gás no planeta. A actividade vulcânica, o impacto de cometas e a existência de vida sob a forma de microrganismos estão entre as possíveis causas ainda não comprovadas. O metano aparece em certos pontos da atmosfera, o que sugere que é rapidamente quebrado, logo poderá estar a ser constantemente libertado para a atmosfera, antes que se distribua uniformemente pela atmosfera. Foram feitos planos recentemente para procurar gases "companheiros" que podem sugerir as fontes mais prováveis; a produção biológica de metano na Terra tende a ser acompanhada por etano, enquanto a produção vulcânica tende a ser acompanhada por dióxido de enxofre.[carece de fontes?]

## Nomenclatura

### Nomenclatura antiga
Ainda que tenham sido feitos mapas da Lua desde 1830, Johann Heinrich Mädler e Wilhelm Beer foram os primeiros "aerógrafos". Começaram por estabelecer que muitos dos elementos que viam eram permanentes, determinando assim o período de rotação do planeta. Em 1840, Mädler combinou dez anos de observações para criar o primeiro mapa de Marte. Em lugar de outorgar nomes ao que viam, Beer e Mädler simplesmente lhes atribuíram letras. Desta forma, Sinus Meridiani passou a ser "a". Nas duas seguintes décadas, conforme os instrumentos melhoravam e o número de observadores aumentava, alguns destes elementos adquiriram vários nomes populares. Por dar alguns exemplos, Solis Lacus ficou conhecido como "Oculus" (o olho), e Syrtis Major ficou conhecido como "Mar do relógio de areia" e o "Escorpião". Em 1858, estabeleceu-se o "Canal Atlântico" pelo astrônomo jesuíta Angelo Secchi. Secchi comentou que parecia cumprir o mesmo papel que o Atlântico, separando o Novo do Velho continente. Esta foi a primeira vez que se usou o termo canal foi usado sobre Marte. Em 1867, Richard Anthony Proctor desenhou seu próprio mapa de Marte, baseando-se, às vezes de maneira aleatória, nos contemporâneos desenhos do reverendo William Rutter Dawes, feitos em 1865, os mais precisos disponíveis naquela época. Proctor explicou seu sistema de nomenclatura dizendo: "Apliquei aos diversos elementos os nomes daqueles observadores que estudaram as peculiaridades físicas de Marte." Aqui estão alguns de seus nomes, junto aos que propôs Schiaparelli:
- Mar de Kaiser = Syrtis Major
- Terra de Lockyer = Hellas Planitia
- Mar principal = Lacus Moeris
- Estreito de Herschel II = Sinus Sabaeus
- Continente de Dawes = Aeria Terra e Arabia Terra
- Oceano Da Rue = Mare Erythraeum
- Mar de Lockyer = Solis Lacus
- Mar de Dawes = Tithonius Lacus
- Continente de Madler = Chryse Planitia, Ophir, Tharsis
- Mar de Maraldi = Maria Sirenum e Cimmerium
- Continente de Secchi = Memnonia
- Mar de Hooke = Mare Tyrrhenum
- Terra de Cassini = Ausonia
- Continente de Herschel I = Zephyria, Aeolis, Aethiopis
- Terra de Hind = Libya Montes

A nomenclatura de Proctor foi criticada com freqüência principalmente por ter honrado principalmente a astrônomos ingleses, mas também porque alguns apareciam mais de uma vez. Particularmente, Dawes aparecia seis vezes: num oceano, um continente, um mar, um estreito, uma ilha, e uma baía. Em qualquer caso, os nomes de Proctor não careciam de encanto, e foram a base para muitos outros nomes dados posteriormente aos acidentes visíveis de Marte.

### Nomenclatura moderna
Atualmente, os nomes em Marte derivam de muitas fontes. Muitas das características do albedo mantêm seus nomes antigos, mas com freqüência foram modificadas para refletir os novos conhecimentos de que se dispõe. Por exemplo, Nix Olympica (as neves do Olimpo) passaram a ser o Olympus Mons (Monte Olimpo). As crateras maiores de Marte recebem nomes de cientistas e de escritores de ficção científica; as menores levam nomes de cidades da Terra. Alguns destes acidentes estudados pelo Mars Exploration Rover receberam nomes ou apelidos temporários. No entanto, alguns dos mais notáveis como as colinas Columbia receberam nome em homenagens  aos sete astronautas que pereceram na acidente do ônibus espacial Columbia, na esperança de que estes nomes sejam lembranças permanentes na União Astronómica Internacional.